# Sale Battars
Sale Battars est un court métrage français réalisé par Delphine Gleize et sorti en 1998. Il a remporté le César du meilleur court métrage.

## Synopsis
Une petite fille de 10 ans se bat pour que son frère de 25 ans, handicapé, tienne sa place lors du mariage de sa sœur.

## Analyse
Filmé du point de vue de la petite fille, le film pose un regard qui ne manque pas d'acuité sur le handicap et la façon dont les adultes le considèrent.

## Fiche technique
- Titre anglais : Dirtie Basterdz
- Réalisation : Delphine Gleize
- Scénario : Delphine Gleize
- Production :  Balthazar Productions, Centre National de la Cinématographie
- Musique : Fred Chichin et Catherine Ringer (Les Rita Mitsouko)
- Image : Crystel Fournier
- Montage : Marion Monestier, François Quiqueré
- Durée : 24 minutes
- Date de sortie : novembre 1998

## Distribution
- Anaïs Gastout : Sardine
- Bruno Ballone : Ben Hur
- Marie Poujol : Mémère
- Elisabeth Degagny : Bertille
- Isabelle Chevalier : Arlette

## Distinctions
- 2000 : César du meilleur court métrage
- Prix du public au Festival du film d'Angers
- Mention spéciale du jury au Festival international du court métrage de Clermont-Ferrand